# Sparganopseustis myrota
Sparganopseustis myrota es una especie de polilla del género Sparganopseustis, categorizada en la tribu Sparganothini, de la subfamilia Tortricinae. Fue descrita por Meyrick en 1912.
Fue publicada en Trans. ent. Soc. Lond. 1911: 686. Se distribuye por América del Sur: Colombia, en el municipio de San Antonio.